# Aaron Fazakas
Aaron Fazakas (n. 17 aprilie 1974, Cluj Napoca) este un compozitor român de etnie maghiară, ale cărui lucrări se înscriu în genurile simfonic, vocal-simfonic și muzică de film.

## Studii
Urmează studiile liceale între anii 1988-1992, la Liceul Teoretic „Báthory István” din Cluj-Napoca (profilul matematică-fizică). Interesat de muzică din timpul liceului, în perioada 1991-1992 urmează studii muzicale particulare cu Piroska Demény și Maria Timaru. După absolvirea liceului, în 1992, este admis la Academia de Muzică Gheorghe Dima din Cluj-Napoca, Facultatea Teoretică, unde urmează studii muzicale, absolvind în anul 1997. În perioada 1996-1997, urmează studii de compoziție și orchestrație cu compozitorul Cristian Misievici. În perioada 1997-1998, va efectua studii de masterat în compoziție, absolvincu-le cu mențiunea Summa cum laude, la clasa acad. prof. univ. dr. Cornel Țăranu. În 2005 participă la un master-class în muzică de film susținut de compozitorul american Paul Chihara. În 2006 este admis ca doctorand în specializarea compoziție, sub conducerea științifică a acad. prof. univ. dr. Terényi Ede.

## Activitatea muzicală
Muzica lui Aaron Fazakas pătrunde în repertoriul de concert al orchestrelor din România și din străinătate începând din anul 2004. Este interpretată la festivaluri românești („Toamna muzicală Clujeană”, Festivalul internațional de muzică contemporană Cluj Modern) și în numeroase recitaluri. Cea mai cunoscută compoziție dintre creațiile sale de început, care a marcat debutul discografic al compozitorului în 2004, este Stalactite - The Silent Witness, inclusă ulterior în repertoriul de concert al mai multor orchestre, printre care Orchestra de Cameră a Filarmonicii din Oradea și Csíki Kamarazenekar Orchestra.

## Citate

#### Despre Aaron Fazakas
„Muzica lucrărilor lui Aaron Fazakas se prezintă mai întâi de toate prin deschiderea ei polistilistică-programatică, incluzând drept constantă relevantă apetența pentru muzica de film. Spectrul stilemelor abordate fiind unul extrem de larg (de la intonațiile coralului protestant până la idiomuri jazzistice), o importanță deosebită o capătă specificul tehnicii de întrepătrundere și orientare a acestora în fluviul propriei concepții structural-expresive de o evidentă originalitate și putere sugestivă.”—Oleg Garaz, muzicolog
„Aaron Fazakas, un compozitor instinctual și pasional, meditativ dar și dezlănțuit, cu o muzică ce electrizează și aspiră în sine masele, transportându-și publicul între agonie și extaz, sublimând prin arta sa latențele obscure și esențele profunde ale spiritului.”—Cristian Sandu, dirijor
„Începând cu anul 2004, compozitorul Aaron Fazakas este o prezență constantă în viața culturală a Transilvaniei prin numeroase apariții în recitaluri și festivaluri de prestigiu (Toamna Muzicală Clujeană, Cluj-Modern, etc.), precum și prin numeroase concerte susținute atât în țară cât și în străinătate".”—Virgil Mihaiu, jazzolog

#### Aaron Fazakas despre
„Muzica de film trebuie să fie ca parfumul unei femei, imprevizibil și seducător, degajat de întreaga ei imagine, întregind-o și amplificându-i farmecul și misterul.”—Aaron Fazakas